# Тульский (Адыгея)
Ту́льский (адыг. Еджэркъоежъ) — посёлок (в 1963—2011 годы — посёлок городского типа) в Майкопском районе Республики Адыгея России. Является административным центром Майкопского муниципального района и Тульского сельского поселения.

## География
Расположен в 7 километрах к югу от Майкопа, большей частью на правом берегу реки Белой. Железнодорожная станция Тульская на линии Белореченская — Хаджох Северо-Кавказской ЖД.

## История
Станица Егерухаевская была основана в 1862 году на землях егерукаевцев. в 1867 году переименована в Тульскую. 26 апреля 1963 года станица преобразована в рабочий посёлок Тульский.
В 2011 году пгт Тульский преобразован в сельский населённый пункт как посёлок.

## Улицы
- Калинина,
- Зелёная,
- Заречная,
- Ленина,
- Красноармейская,
- Партизанская,
- Первомайская,
- Садовая,
- Северная,
- Танюкова,
- Мира,
- Московская,
- Крупская,
- Виноградная,
- Дружбы,
- Подгорная,
- Гагарина,
- Коммунальная,
- Октябрьская,
- Лесная,
- Школьная,
- Революционная,
- Советская,
- Почтовая,
- Комсомольская,
- Буровая,
- Нагорная,
- Крайняя,
- Жукова,
- Ольховая,
- Почтовая,
- Мостовая,
- Восточная,
- Солнечная,
- Кольцевая.

## Население
| 1959    | 1970    | 1979    | 1989    | 2002    |
| ------- | ------- | ------- | ------- | ------- |
| 4706    | ↗7077   | ↗8024   | ↗9538   | ↗10 502 |
| 2009    | 2010    | 2013    | 2014    | 2015    |
| ↗10 652 | ↗10 732 | ↗10 825 | ↗10 887 | ↘10 869 |
| 2016    | 2017    | 2018    | 2019    | 2020    |
| ↘10 862 | ↗10 878 | ↗10 979 | ↗11 012 | ↗11 236 |
| 2021    | 2023    | 2024    |         |         |
| ↘11 114 | ↗11 151 | ↗11 168 |         |         |

### Национальный состав
По переписи населения 2010 года из 10 732 проживающих в поселении, 10 548 человек указали свою национальность.
| Национальность | %       | Численность |
| -------------- | ------- | ----------- |
| Русские        | 78,17 % | 8425        |
| Армяне         | 12,61 % | 1330        |
| Украинцы       | 1,50 %  | 158         |
| Адыгейцы       | 1,19 %  | 125         |
| Цыгане         | 1,19 %  | 125         |
| Немцы          | 0,64 %  | 68          |
| Курды          | 0,56 %  | 59          |
| Татары         | 0,45 %  | 47          |
| Белорусы       | 0,40 %  | 42          |
| Чеченцы        | 0,19 %  | 20          |

По данным переписи населения 2021 года из 11114 проживающих в посёлке, 10266 человека указали свою национальность
:
| Народ    | Численность, чел. | Доля от населения, % |
| -------- | ----------------- | -------------------- |
| Русские  | 8 671             | 84,46 %              |
| Армяне   | 1 070             | 10,42 %              |
| Адыги    | 120               | 1,16 %               |
| Украинцы | 56                | 0,54 %               |
| Курды    | 55                | 1,53 %               |

## Экономика
Лесокомбинат, завод ЖБИ, пищекомбинат, хлебокомбинат.

## Известные уроженцы
- Дятлов, Владимир Семёнович (1924—1996) — советский писатель, заслуженный работник культуры Российской Федерации.